# Saab JAS 39 Gripen
Pour les articles homonymes, voir Jas et J39.
Le JAS 39 Gripen (« griffon ») est un avion multirôle de quatrième génération développé par la Suède dans les années 1980. Mis en service en 1996 dans la Force aérienne suédoise, il a été exporté en Hongrie, en République tchèque, en Afrique du Sud, en Thaïlande et au Brésil (où il prend le nom de F-39 Gripen) avec [Quand ?] 306 exemplaires commandés au total dont 204 pour la Suède. L'utilisation importante de composants étrangers en font un appareil dont l'exportation est soumise à l'accord du gouvernement américain et du gouvernement britannique.

## Conception
À la fin des années 1970, la Suède commença à réfléchir au successeur des J35 Draken et J37 Viggen qui équipaient alors sa force aérienne. Après avoir examiné la possibilité d'acheter des avions d'origine américaine comme le F-16 ou le F/A-18, un cahier des charges à destination des industriels suédois est finalement émis en 1980. Le 14 octobre 1981, le commandant suprême des forces armées suédoises remet un rapport au gouvernement recommandant le développement et l'acquisition du projet Saab 2110. Le projet est accepté en 1982 et baptisé Gripen (Griffon en suédois) à l'issue d'un concours public qui eut lieu en 1982. Le griffon est à la fois l’animal héraldique qui orne le logo de Saab, le constructeur, et qui convenait aux caractéristiques multirôles de l'avion (l'animal chimérique est en effet un mélange d'aigle et de lion).
Le Gripen est développé conformément au concept national Base 90 qui prévoit, en cas de guerre, le desserrement maximal des moyens de combat aérien de la Force aérienne suédoise sur des aérodromes rudimentaires dispersés sur toute l'étendue du territoire suédois. Cela consiste à utiliser, sans préparation, des portions d'autoroutes équipées comme des pistes de décollage et d’atterrissage afin d'échapper aux coups de l'adversaire.
Le réacteur RM12 est dérivé du General Electric F404 du F/A-18 Hornet avec diverses améliorations apportées par Volvo Aero pour augmenter sa puissance et sa résistance. Les objectifs recherchés sont :
- la polyvalence : les trois initiales JAS renvoient aux missions qu'il peut accomplir : Chasse, Attaque, Reconnaissance (en suédois : Jakt, Attack och Spaning) ;
- un prix abordable pour un avion de chasse doté d'un système d'armes moderne ;
- une envergure faible pour tenir compte de l'étroitesse des hangars et des casernes militaires de la Suède ;
- la rusticité pour être capable de décoller à partir d'une portion de route droite de 800 mètres de long ;
- La réduction du bruit au décollage, mais selon l'Armée suisse l’un des points faibles du Gripen C/D est son manque d’autonomie à pleine vitesse, le Gripen est contraint à plus de rotations que ses concurrents et les riverains ont droit à plus d’atterrissages et de décollages[6].

Le développement du projet et la construction du premier prototype entrainent des retards et des dépassements de coûts qui manquent de faire annuler le programme. Le premier prototype effectue finalement son vol inaugural le 9 décembre 1988 sur l'aéroport de Linköping mais est sérieusement endommagé lors d'un atterrissage moins de deux mois plus tard, le 2 février 1989, à la suite d'un dysfonctionnement des commandes de vol électriques.
Ces problèmes de jeunesse sont résolus avant le premier vol du deuxième des 5 prototypes, le 4 mai 1990. Le développement de la version biplace JAS 39B est lancé en 1992, alors que 110 exemplaires du Gripen sont déjà commandés par la Suède (96 monoplaces et 14 biplaces). Le premier avion de série décolle en mai 1993 mais s'écrase quelques mois plus tard de nouveau à cause d'un problème de commandes de vol électriques. Tous les Gripen sont alors suspendus de vol, le temps de corriger le défaut.
Le premier exemplaire biplace sort d'usine le 29 septembre 1995 : le JAS 39B est allongé de 67 centimètres par rapport au monoplace et dispose de la même capacité en carburant mais est dépourvu de canon de 27 mm. Cette version biplace vole pour la première fois le 29 avril 1996.
Le premier exemplaire monoplace amélioré (Batch 2, avec un nouveau générateur électrique, un système de contrôle de vol amélioré et un affichage tête haute (head up display ou HUD) modifié) est livré fin 1996 et déclaré opérationnel en 1997, alors qu'une nouvelle série Batch 3 est déjà commandée.
Cette nouvelle série (version Gripen C) dispose d'une perche de ravitaillement en vol, d'un tableau de bord modernisé avec écrans couleurs et compatible avec les systèmes de vision nocturne, d'un nouveau système de navigation, d'un réacteur RM12UP avec Fadec et d'autres améliorations des systèmes électroniques.

### Le Gripen NG (Gripen E/F)

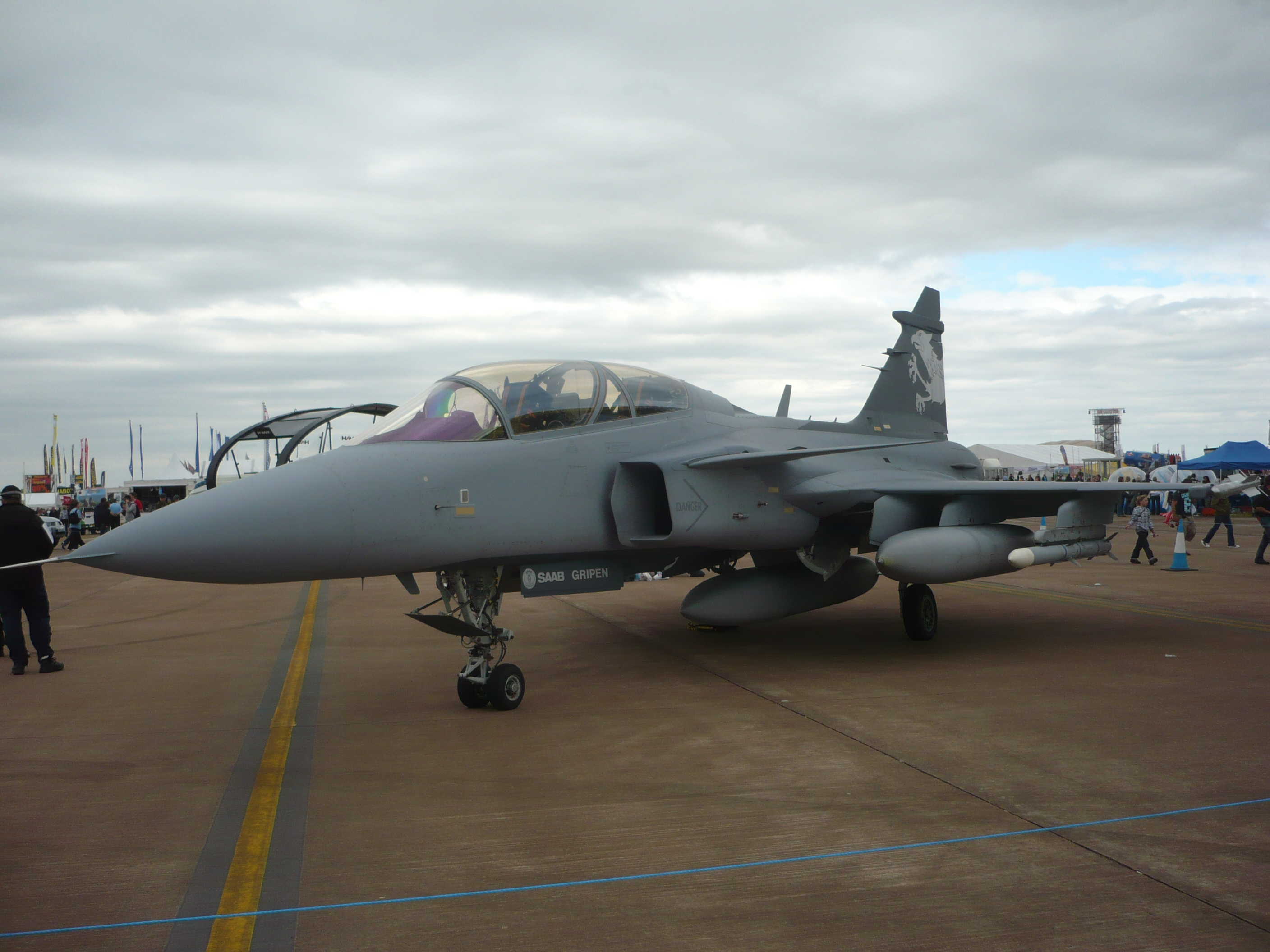
Démonstrateur Saab Gripen NG au RIAT 2010 (Angleterre).

Un démonstrateur biplace a été dérivé du Gripen et dévoilé le 23 avril 2008. Par rapport au Gripen d’origine, il comporte, parmi d’autres améliorations, des réservoirs de kérosène de capacité accrue, un nouveau moteur plus puissant, une charge utile plus importante et une avionique mise à niveau. Le nouvel appareil reçoit la dénomination de Gripen NG (pour Next Generation), ou parfois « Gripen Demo »,, « Gripen E/F » ou encore MS 21,.
Le Gripen NG contient nombre de nouvelles pièces et est motorisé par le General Electric F414G, un développement du turboréacteur américain qui équipe le F/A-18E/F Super Hornet. Le moteur génère environ 20 % de poussée en plus, atteignant 98 kN, permettant à l’avion, au prix d’un léger agrandissement des entrées d’air, d’atteindre la supercroisière à Mach 1,1 avec des missiles air-air. Son carburant aviation est du Jet A1 utilisé par l’aviation commerciale, ce qui est un excellent choix pour un pays. Il doit ajouter des additifs pour utiliser le carburant utilisé par l’aviation militaire américaine.
Comparé au Gripen D, la masse maximale au décollage du Gripen NG passe de 14 000 à 16 000 kg pour une augmentation de la masse à vide de seulement 200 kg. Le déplacement du train d'atterrissage principal permet d’augmenter la capacité maximale en carburant de 40 % (1 000 l environ), ce qui a logiquement pour effet d’augmenter le rayon d’action à 1 300 km avec six missiles air-air et des réservoirs largables, et le séjour sur le théâtre d’opérations de 30 minutes. La reconfiguration des points d’emport sous les ailes permet d’ajouter deux points d'ancrage au fuselage. Le Gripen NG Demonstrator reprend ses vols d’essais le 27 octobre 2010 à la suite d’une modification comprenant l’installation d’un radar à balayage électronique actif Selenium Galileo (AESA). Il reçoit aussi un détecteur infrarouge d’approche missile, un système de communication par satellite, une liaison de données en bande large UHF et une remise à niveau du système de guerre électronique EWS39.
Le premier vol du Gripen NG a lieu le 27 mai 2008. Le vol dure 30 minutes au cours desquelles une altitude maximale de 6 400 mètres est atteinte. Le 21 janvier 2009, le Gripen NG tient la vitesse de Mach 1,2 sans la postcombustion au cours des essais de ses capacités de supercroisière,,.
Saab a également mené des travaux d’étude sur une version aéronavale dans les années 1990. En 2009, Saab lance le projet Sea Gripen en réponse à la demande d’informations du gouvernement indien sur un avion pouvant opérer depuis un porte-avions, mais aucun prototype n'est développé. Le gouvernement suédois a signé avec Saab un contrat de quatre ans en 2010 en vue d’améliorer le radar du Gripen et d’autres équipements ainsi que de diminuer son coût opérationnel. En juin 2010, Saab annonce que la Suède compte s’équiper de 80 Gripen NG sous la désignation JAS 39 E/F. La nouvelle variante doit entrer en service en 2017 voire plus tôt si des commandes export sont enregistrées. Après la perte de la compétition MRCA en Inde face au Rafale, le projet de Gripen E/F dépend notamment des résultats du programme F-X2 de renouvellement des chasseurs de la force aérienne brésilienne, ainsi que des progrès du programme MS20 de modernisation des Gripen actuellement en service en Suède. Le programme MS20 consiste en l’adjonction aux Gripen du missile à longue portée Meteor de MBDA qui entre en service opérationnel le 11 juillet 2016 et du missile de courte portée IRIS-T.
Selon Aviation Week, le Gripen block 19 doit être équipé de la liaison 16.

## Coûts
Selon la Basler Zeitung, le coût d'exploitation de l'appareil est nettement supérieur aux 10 000 francs suisses par heure de vol annoncés par le constructeur lorsque l'appareil avait été présenté au gouvernement suisse et a été estimé par le journal à plus de 24 000 francs suisses en incluant des frais de personnel (24 millions de francs), de maintenance (51 millions) et de carburant (21 millions) et des 180 heures de vols effectuées chaque année par appareil.
Selon Jane's Information Group, le coût opérationnel du Gripen est évalué à 4 700 dollars par heure de vol. Cette valeur prend en compte le coût de maintenance et d'entretien, le soutien technique, les pièces et le carburant, la préparation et la réparation prévol, l'entretien régulier au niveau de l'aérodrome et les coûts de personnel, mais pas le coût en armements, propre à chaque pays et dépendant des opérations6,7.

## Caractéristiques

### Armement
1 Canon de 27 mm Mauser BK-27
8 pylônes et 2 rails en bouts-d'aile pour 5 300 kg d’armement,:
- Missiles air-air : IRIS-T, Meteor[32], AIM-120 Amraam, AIM-9 Sidewinder[33], V3E A-Darter[34], MICA

- Missiles air-sol : Storm shadow/Scalp EG, AGM-65 Maverick[33], Taurus KEPD 350[32]
- Missiles antinavires : RBS-15F[33]
- Bombes : DWS39 Mjölner[33], GBU-12 Paveway II, Mark 82, GBU-39 Small Diameter Bomb[35]

## Variantes

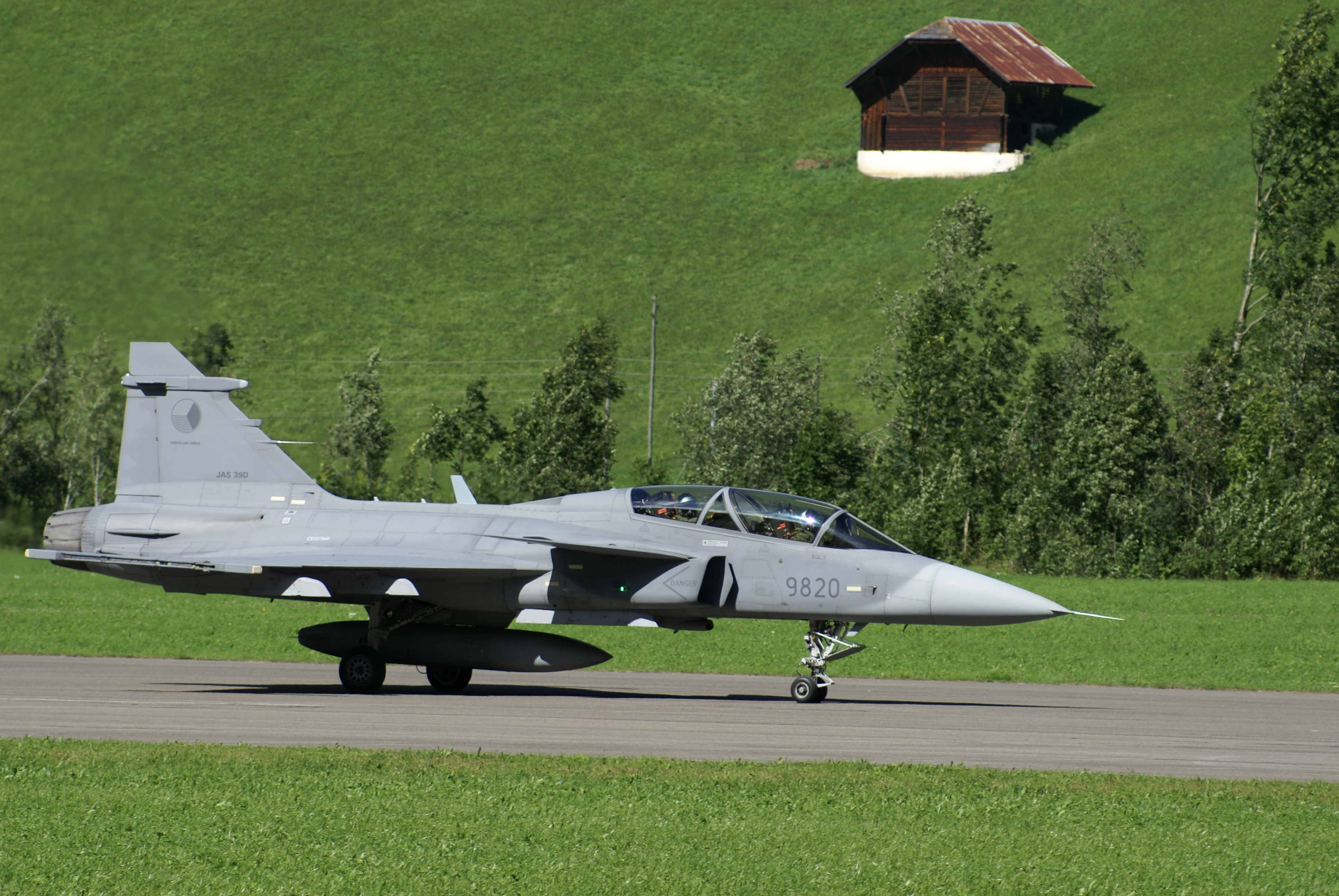
Un Gripen biplace tchèque.

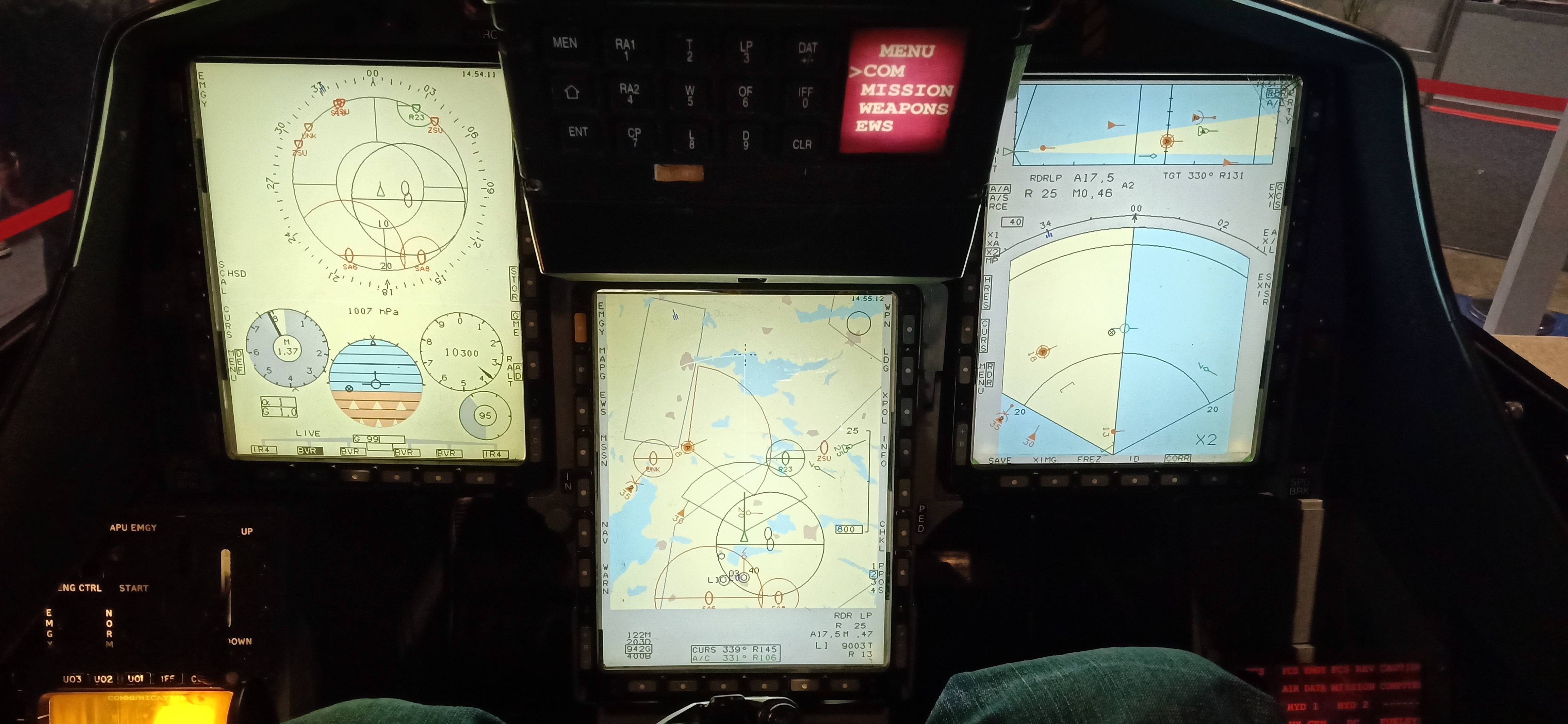
Gripen C. Sur le F-16V seulement l'écran central est grand.

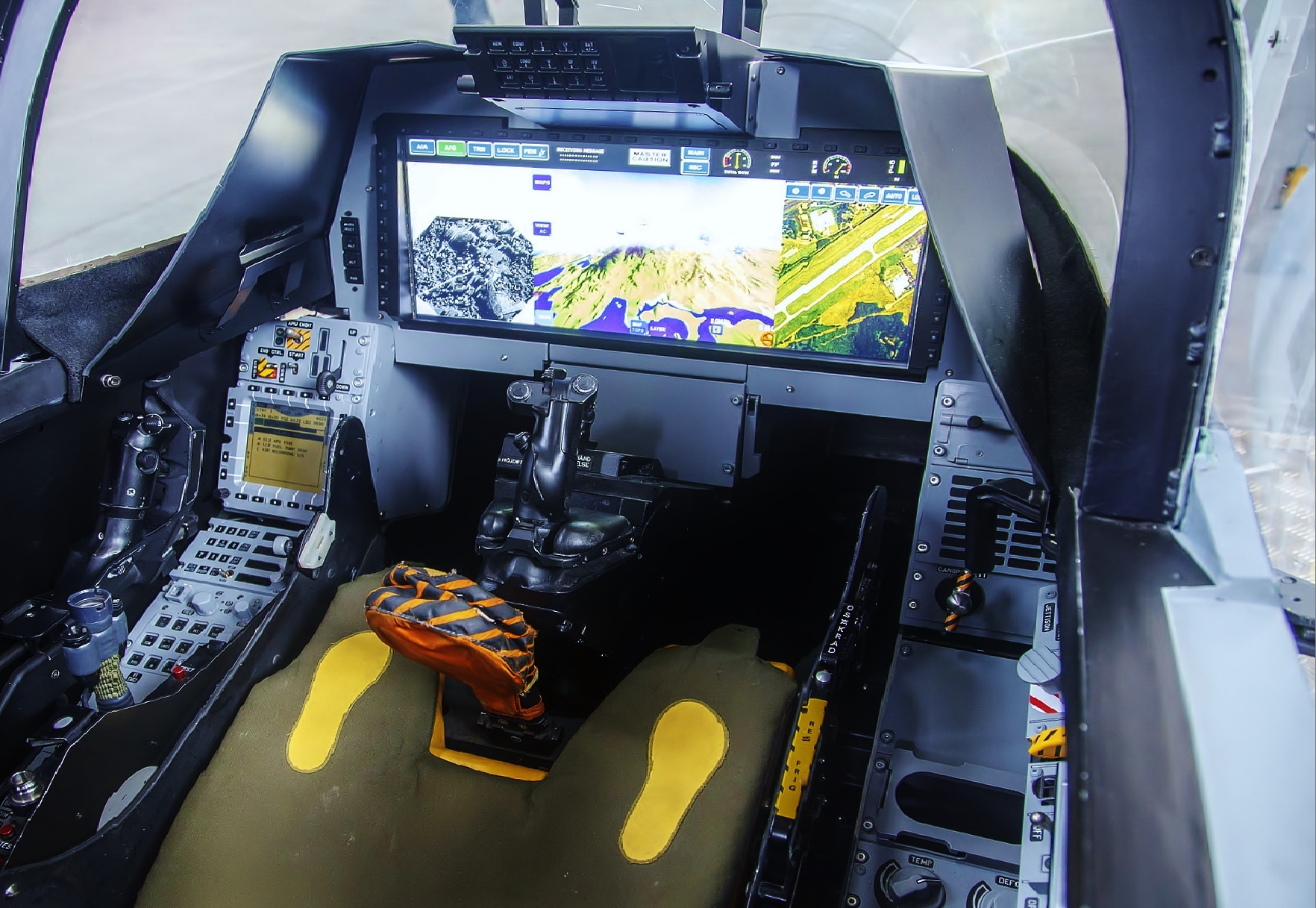
Gripen E Brésilien. La Suède veut encore 3 grands écrans.

JAS 39 AMonoplace aux standards de série (Batch) 1 et 2. Première version à avoir été livrée à la Force aérienne suédoise en 1996. Dans le cadre d'un programme de rénovation 31 appareils doivent être portés au standard 3.
JAS 39 BVersion biplace du JAS 39 A. Rallongée de 0,66 m par rapport à la version monoplace. La place arrière n'est pas équipée d'affichage tête haute, la capacité en carburant a été réduite et le canon interne a été supprimé.
JAS 39 CMonoplace au standard de série 3 au standard OTAN. Capacité d'emport en armement accrue, avionique modernisée et capacité de ravitaillement en vol.
JAS 39 DVersion biplace du JAS 39 C.
Gripen DemoDémonstrateur technologique biplace utilisé pour présenter les innovations technologiques développées pour la version NG.
Gripen NGVersion export propulsée par le dernier réacteur de la série F404 : le F414G. La charge utile et la capacité d'emport en carburant sont améliorées tandis que l'avionique est totalement refondue.
Gripen INVariante de la version NG proposée à l'Inde dans le cadre de la compétition MRCA.
Sea GripenVersion navalisée du Gripen NG actuellement en développement,.
Gripen E/FVersions mono et biplace de production du Gripen NG.

## Pays utilisateurs

Un Saab JAS 39A Gripen anciennement en service dans l'aviation suédoise donné par Saab au musée de la force aérienne royale thaïlandaise et peint aux couleurs de ce pays le 26 août 2013.

Utilisateurs actuels
En attente de livraison

 Suède175 monoplaces et 29 biplaces (96 JAS 39A monoplaces, 14 JAS 39B biplaces, 80 JAS 39C monoplaces, 14 JAS 39D biplaces).
 Hongrie12 monoplaces et 2 biplaces livrés entre 2006 et le 28 janvier 2008, loués jusqu'en 2026. À l’issue, Budapest sera propriétaire des appareils. Après les deux accidents survenus en trois semaines, les 19 mai et 10 juin 2015 la Hongrie ne dispose plus que de 11 monoplaces et 1 biplace.
 République tchèque12 monoplaces et 2 biplaces livrés en 2005, loués pour 10 ans, contrat renouvelé.
 Afrique du Sud26 exemplaires (dont 9 biplaces) livrés à partir d'avril 2008.
 Thaïlande12 exemplaires commandés (2 version C et 10 D), livrés à partir de février 2011, un troisième lot de 6 appareils a été commandé en janvier 2014. Un appareil a été perdu dans un accident en janvier 2017. En mars 2021 est annoncée la modernisation des Gripen de la Royal Thai Air Force au standard MS20. En Juin 2025, la Thaïlande a ouvert des négociations avec Saab en vue d’acquérir 12 avions de combat JAS-39 Gripen E/F supplémentaires. Ils seraient destinés à remplacer ses F-16 A/B vieillissants.
 Brésil36 JAS Gripen E MS21 commandés, 26 monoplaces et 8 biplaces, qui seront livrés de 2019 à 2024. Les 15 premiers appareils seront produits en Suède, les autres avions seront produits au Brésil. La première livraison est prévue entre fin 2019 et la dernière en 2024. Au total, il est prévu d’acquérir 108 Gripen E en trois lots allant de 2019 jusqu'à 2032. Les autres lots seront probablement entièrement assemblés au Brésil.
En octobre 2008, le Brésil sélectionne trois finalistes pour son programme de modernisation F-X2 qui vise à remplacer ses Northrop F-5EM et ses 12 Mirage 2000 : le Dassault Rafale B/C, le Boeing F/A-18E/F Super Hornet et le Saab JAS 39E/F Gripen NG. Le 5 janvier 2010, un quotidien local affirme que le rapport d'évaluation final de la Force aérienne brésilienne plaçait le Gripen devant ses concurrents, le facteur décisif étant le prix de l'avion et le coût de son entretien. Le F/A-18 SuperHornet vient en seconde position et le Rafale en dernier, alors que celui-ci est le choix du président Luiz Inacio Lula da Silva et du ministre de la défense Nelson Jobim en raison d'une volonté d'un partenariat stratégique avec la France. Le 18 décembre 2013, le Brésil annonce la sélection du Gripen NG. Le contrat pour 36 appareils est signé le 27 octobre 2014 pour un montant de 39,3 milliards de couronnes suédoises (environ 4,5 milliards de dollars). En plus du coût unitaire et d'entretien plus faible, les facteurs décisifs ont été les opportunités de fabrication locale, la participation au développement du Gripen (notamment le Sea Gripen destiné à l’aéronavale qui n'est plus depuis d'actualité), et les possibilités d'exportation en Amérique latine (notamment en Argentine, Équateur et Mexique), en Afrique et en Asie. En août 2015, le Sénat approuve l’accord de financement pour l'achat de 36 Gripen E pour un montant de 4,6 milliards de dollars. Selon l'accord, signé entre le Ministère brésilien de la Défense et le Swedish Export Credit Corporation (FMV), le Brésil a 25 ans pour rembourser le prêt, avec une période de grâce de huit ans et un taux d'intérêt annuel fixé à 2,19 %, contre 2,54 % initialement demandé par le gouvernement suédois.
Le 10 avril 2015, dans le contexte politique du scandale Petrobras, un procureur fédéral brésilien lance une enquête concernant de potentielles opérations de corruption avec une différence de 900 millions d’euros constatée entre la proposition faite par Saab en 2009 et le prix final validé lors de la signature de contrat. Le 9 décembre 2016, le parquet fédéral brésilien accuse formellement l’ancien président Luiz Inacio Lula da Silva (dit Lula), qui préférait très clairement le Rafale au contraire des militaires, d’avoir usé de son influence pour favoriser l’offre de Saab aux dépens de Dassault Aviation et de Boeing. En échange de ce coup de pouce, le fils de l’ex-président, Claudio Lula da Silva aurait reçu 700 000 euros de la part de la société de conseil Marcondes & Mautoni, qui compte le constructeur suédois parmi ses clients,.

### Prospections en cours
Autriche
L'Autriche analyse depuis 2020 le remplacement de ses Eurofighter par des Gripen pour des raisons d'obsolescence et de coût car ce sont des appareils de la Tranche 1 qui devraient faire l'objet d'une mise à jour,.
 Botswana
Le Botswana analyse en 2016 l'achat de 8 Gripen C/D d'occasion, avec une possible extension à 16. Rien de concret en 2022.
 Chili
Le Chili analyse depuis 2021 l'achat du Gripen C/D.
 Colombie
Écarté dans un premier temps au profit des Rafale - un temps sélectionné - et Eurofighter Typhoon, la Colombie reconsidère l'achat de 16 à 18 Gripen C/D/E en 2024, et il semble finalement tenir la corde, soutenu par le président Gustavo Petro, contre l’avis des forces aériennes colombiennes qui souhaitent un biréacteur,. Mais en février 2025, l'administration Trump refuse d’accorder à Stockholm la licence de réexportation du turboréacteur F414 de General Electric (démenti par Richard Smith, directeur du marketing du Gripen), annulant cette possibilité de vente. Dans le même temps, Washington multiplie les pressions diplomatiques et économiques sur Bogota (menace de droits de douane à 25%), pour amener les forces aériennes colombiennes à se tourner vers le F-16V américain et bien que le président Petro ait fermé son espace aérien aux avions de l’US Air Force devant transporter des migrants expulsés des États-Unis… alors que l'administration Biden avait interdit la vente de cet appareil en raison des déclarations anti-américaines de son président. Les migrants expulsés sont finalement acceptés, les droits de douane américains sont limités à 10%. En avril 2025, Gustavo Petro valide l'achat (que le parlement devra entériner) de seize Gripen.
 PérouLe gouvernement péruvien, qui souhaite acquérir jusqu'à 24 Gripen, attend la signature du contrat en Colombie (16 appareils), pour annoncer officiellement cette acquisition.
 Philippines12 appareils. Le Gripen C est en concurrence avec le F-16V de Lockheed Martin dans le cadre du programme MRF (Multi Role Fighter) budgétisé à hauteur de 61,2 milliards de PHP (environ 1,25 milliard de $).

### Échec des négociations
Argentine
Les négociations avec l'Argentine ont été interrompues après le veto du Royaume-Uni à la vente de 24 Gripen E dont l'avionique utilise beaucoup de technologie britannique avec des sièges éjectables Martin-Baker.
 Australie
En 2002 le gouvernement australien a considéré le Gripen C/D mais ils ont finalement décidé de rejoindre le programme F-35,.
 Autriche
En 2002, Gripen International a proposé à l'Autriche 30 Gripen C/D pour remplacer ses Saab 35 Draken mais finalement il a été décidé d'acheter 15 Eurofighter Typhoon.
 Belgique
La Suède s'est retiré de la compétition Belge pour remplacer le F-16 à cause d'incompatibilité de sa politique extérieure. Plus tard ils ont commandé le F-35.
 Bulgarie16 appareils C/D puis 8 envisagés en avril 2017. Le 22 décembre 2018, opte finalement pour 8 F-16 V.
 Canada
Le Canada a analysé l'achat du Gripen E avant d'opter finalement en 2022 pour le F-35A Lightning II de Lockheed Martin.
 Chili
En 1999, Saab a proposé au Chili un lot d'avions Gripen mais finalement il a été décidé d'acheter le F-16.
 Croatie12 appareils. Le 29 mars 2018, le gouvernement croate passe commande de 12 F-16C/D Barak d'occasion auprès d'Israël mais la décision est annulée en janvier 2019 pour des raisons de transfert de technologies. Le 28 mai 2021, le gouvernement croate annonce que le Rafale de Dassault remporte le contrat avec 12 appareils d'occasion.
 Danemark48 appareils version E. En mai 2016, le Danemark annonce vouloir acquérir 27 F-35.
 Finlande
La Finlande a analysé l'achat du Gripen E mais opte finalement en 2022 pour le F-35A de Lockheed Martin.
 IndeLe Gripen « NG » (E) a participé à la compétition MRCA en vue de la livraison de 126 appareils à l'Indian Air Force. Le 31 janvier 2012, le gouvernement indien annonce avoir retenu l'offre de Dassault Aviation et être entré en négociation exclusive avec l'avionneur français pour l'achat de Rafale. En septembre 2016, l'IAF a acquis 36 Rafale puis en 2017 les autorités indiennes manifestent leur intérêt afin d'acquérir 36 Rafale supplémentaires.
 Indonésie16 appareils. Le 23 octobre 2015, Saab a annoncé son intention de faire au gouvernement indonésien une offre formelle pour un « Swedish air power package » incluant la dernière version du Gripen, son « Erieye Airborne Early Warning & Control system » et une coopération industrielle avec un transfert de technologie et une production locale, pour remplacer les 6 vieux F-5 Freedom Fighter de son 14e escadron. Mais en février 2022, Djakarta signe un contrat qui porte sur l'acquisition de 42 Dassault Rafale français.
 NorvègeEn novembre 2008, le Gripen « NG » (E), en lice pour 48 appareils, est retoqué face au F-35, avion dans lequel l'industrie de défense norvégienne est impliquée.
 Pays-BasLe gouvernement a préféré acheter des Lockheed Martin F-35 Lightning II, avion dans lequel l'industrie de défense néerlandaise est impliquée.
 PakistanLe Pakistan était intéressé par le Gripen C/D, mais la Suède a refusé la vente en 2004.
 PologneLa Pologne avait considéré le Gripen C/D mais a préféré acheter le F-16C/D Block 50/52+ en 2002. Plus tard, ils étaient intéressés par le "NG" (E) mais ils ont finalement commandé le F-35.
 Roumanie48 appareils C/D étaient envisagés par Saab en 2008. Mais la Roumanie a acheté 12 F-16 d'occasion au Portugal en 2013 pour une livraison à partir de 2016.
 SlovaquieLa Slovaquie a considéré le Gripen C/D mais finalement commandé 14 F-16V.
 Suisse22 appareils Gripen E. La Confédération a évalué le Gripen dans le cadre d'un contrat visant au remplacement de sa flotte de F-5 Tiger II. Dans ce cadre, des essais au sol et en vol ont eu lieu à partir du 28 juillet 2008 sur la base d'Emmen. Le Conseil fédéral a décidé le 30 novembre 2011 de proposer l'achat de 22 Gripen dans le cadre du programme d'armement 2012. Saab a annoncé début 2012 revoir à la baisse le prix de vente de l'appareil afin de répondre aux concessions faites par la société Dassault. Par référendum, les citoyens suisses ont refusé le mode de financement des 22 avions de combat Gripen par 53,4 % des voix le 18 mai 2014.
Le 20 avril 2015, le ministre suisse de la Défense a déclaré, dans un entretien diffusé par la Radio télévision suisse, que l'achat de nouveaux avions de combat sera évalué dès 2017. Le 23 mars 2018, le DDPS a publié les exigences auxquelles doivent satisfaire le nouvel avion de combat et le futur système de défense sol-air (programme Air2030). Pour ce marché, le Gripen E MS22 a pour concurrent l'Eurofighter Typhoon II T3 d'Airbus, le Rafale F4 de Dassault, le F/A-18E/F Super Hornet de Boeing et le F-35A Lightning II de Lockheed Martin. Ces exigences donnent lieu en 2018, à une demande d'information complète envoyée aux différents concurrents. Puis avant la fin de l'année le calendrier des essais avec les avionneurs en course est planifié. Le Gripen E est finalement écarté, car cette version n’est pas encore entièrement opérationnelle, la Suisse voulant tester les avions dès 2019,. Le 30 juin 2021, la Suisse choisit le F-35A. L'achat est approuvé par le Parlement et par referendum national.

## Engagements
Le JAS 39 Gripen a participé à l'intervention militaire de 2011 en Libye. Huit avions suédois ont effectué environ 2 000 heures de vol lors de 650 sorties consacrées à la reconnaissance, réalisant près de 150 000 clichés. 140 militaires ont été mobilisés sur la base de Sigonella.
À la mi-novembre 2015, l'exercice Falcon Strike 2015, exercice conjoint des forces aériennes thaïlandaises et chinoises, s'est déroulé sur la base aérienne royale thaïlandaise de Korat. Les résultats de l'exercice n'ont été révélés qu'en 2019. Lors des deux premiers jours de l'exercice, dans les combats à portée de vue, les J-11 chinois, sans subir de pertes ont « abattu » 16 Gripen. Les JAS39 Gripen Thai étaient armés de missiles à guidage infrarouge AIM-9 et d'un canon interne, tandis que les J-11 étaient armés de missiles à courte portée à guidage infrarouge PL-8. En revanche, les jours suivants, l'exercice porte sur les combats hors de portée visuelle et là, les JAS 39 Gripen C/D thaï, armés de missiles à moyenne portée AIM-120 ont « abattu » 41 J-11 (armés probablement des  missiles à moyenne portée PL-12) au prix de 6 Gripen perdus. Le résultat final de l'exercice donne un résultat de 42 J-11 contre 34 Gripen.
Le premier bombardement en opération de l'aviation suédoise a lieu le 25 juillet 2018 lorsqu'un JAS 39 a largué une bombe GBU-49 pour lutter avec succès contre un feu de forêt sur le champ de tir de Trängslet (Älvdalen). L'intervention a été demandée par les services de secours locaux en raison du risque d’explosion de munitions non explosées.
Lors du Conflit frontalier de 2025 entre le Cambodge et la Thaïlande, l'Armée de l'Air Thaïlandaise a utilisé ses Gripen pour mener des frappes sur des cibles militaires cambodgiennes près de la frontière. Les avions auraient frappé des positions près de la zone contestée de Phu Ma Kua et du temple de Ta Muen Thom.

## Accidents
- Le 2 février 1989, le premier prototype du Gripen est endommagé à l'atterrissage à la suite d'un défaut des commandes de vol électriques. Le pilote est légèrement blessé.
- Le 8 août 1993, le second Gripen de série s'écrase lors d'un meeting aérien, après être devenu incontrôlable à la suite d'un défaut des commandes de vol électriques. Le pilote s'éjecte à temps[103].
- Le 20 septembre 1999, lors d’un entraînement au combat aérien entre deux Gripen suédois, le pilote de l'avion attaquant reçoit une alarme de collision avec le sol après être passé dans les turbulences produites par l’avion poursuivi et, conformément aux procédures, s'éjecte[104].
- Le 1er juin 2005, lors d'un entraînement au combat aérien, le pilote d'un Gripen suédois est contraint à l’éjection, car il n'arrive pas à sortir son avion de sa situation de décrochage.
- Le 19 avril 2007, le pilote d'un Gripen suédois est involontairement éjecté de son avion lors de la phase d’approche. Il semble qu'un élément de sa combinaison anti-G ait accroché la commande d’éjection[105].
- Le 19 mai 2015, le Gripen biplace hongrois JAS 39D no 42 s'écrase en République tchèque alors qu’il participait à l’exercice « Lion Effort ». Les deux membres d'équipage s’éjectent sans blessure[106],[107].
- Le 10 juin 2015, le Gripen monoplace hongrois JAS 39C no 30 s'écrase en Hongrie[39]. Le pilote s’éjecte et souffre de blessures[108].
- Le 14 janvier 2017, lors d'un spectacle aérien à l'occasion de la Journée de l'enfance en Thaïlande, un JAS 39 Gripen s'écrase à Hat Yai, tuant le pilote.
- Le 21 août 2018, lors d'un vol d'entrainement, un Jas Gripen de la F 17 Kallinge (en) s'est écrasé dans le sud de la Suède après être entré en collision avec des oiseaux, obligeant le pilote à s'éjecter. L'appareil s'est écrasé à proximité de la ville de Ronneby[109].

## Dans la culture populaire

### Cinéma
- Dans XXX2: The Next Level (2005), deux Gripen hongrois apparaissent.

### Animation
- Dans l'anime Girly Air Force (en), un Gripen est piloté par le couple central.

### Jeux vidéo
Le Gripen est mis en scène dans les jeux vidéo suivants : 
- Lethal Skies ;
- série Ace Combat ;
- Wargame Red Dragon ;
- Tom Clancy's HAWX 1 & 2 ;
- ARMA III ;
- War Thunder .

### Ordre de désignation
Saab B3 - Saab B5 - Saab 17 - Saab 18 - Saab 20 (sv) - Saab 21 - Saab 21R - Saab 29 - Saab 32 - Saab 35 - Saab 37 - Saab 38 (en) - Saab 39 - Saab 105